# Stazione di Minami-Ōtsuka
La stazione di Minami-Ōtsuka (南大塚駅?, Minami-Ōtsuka-eki) è una stazione ferroviaria della città di Tokorozawa della prefettura di Saitama, ed è servita dalla linea Shinjuku delle Ferrovie Seibu, a circa 41 km di distanza dal capolinea di Seibu-Shinjuku. Da qui si diramava anche la linea Seibu Ahina, dismessa nel 1957.

## Linee
Ferrovie Seibu
● Linea Seibu Shinjuku

## Struttura
La stazione si trova in superficie ed è dotata di due marciapiedi laterali con due binari passanti, collegati al fabbricato viaggiatori posto sopra i binari da scale fisse e ascensori.
| 1 | ● Linea Seibu Shinjuku | per Hon-Kawagoe                               |
| 2 | ● Linea Seibu Shinjuku | per Tokorozawa, Takadanobaba e Seibu-Shinjuku |

## Stazioni adiacenti
| «                    | Servizio             | »                    |
| Linea Seibu Shinjuku | Linea Seibu Shinjuku | Linea Seibu Shinjuku |
| -------------------- | -------------------- | -------------------- |
| Shin-Sayama          | Locale               | Hon-Kawagoe          |
| Shin-Sayama          | Semiespresso         | Hon-Kawagoe          |
| Shin-Sayama          | Espresso             | Hon-Kawagoe          |
| Transito             | Espresso pendolari   | Transito             |